# Пайфер, Стивен Карл
Стивен Карл Пайфер (англ. Steven Karl Pifer; род. 8 декабря 1953, Себастопол, Калифорния, США) — американский дипломат, 3-й Чрезвычайный и полномочный посол США на Украине.
Стивен Пайфер является директором Института Брукингса по контролю над вооружениями и нераспространения оружия массового поражения. Старший научный сотрудник в Центре XXI века безопасности и разведки США по Европе (Center for 21st Century Security and Intelligence and the Center). Бывший посол на Украине. Пайфер эксперт по странам бывшего Советского Союза и контролю над вооружениями.
Пайфер также работал дипломатом в Лондоне, Москве, Женеве и Варшаве, а также в Совете национальной безопасности США при Президенте США. В Институте Брукингса, Пайфер фокусируется в экспертизе на контроле над вооружениями и по локальным вопросам Украины и России.

## Биография
Родился 8 декабря 1953 года в Себастополе, Калифорния, США. В 1976 году закончил Стэнфордский университет.
С 1978 по 1980 год — сотрудник Посольства США в Польше.
С 1980 по 1981 год — работал в отделе Европы Государственного департамента США.
С 1981 по 1984 год — работал в отделе по вопросам политики и безопасности в Европе Государственного департамента США.
С 1984 по 1985 год — работал в должности специального помощника посла Пола Нитце, специального советника президента и госсекретаря США по контролю за вооружениями.
С 1985 по 1988 год — сотрудник политотдела посольства США в СССР.
С 1988 по 1990 год — заместитель начальника отдела СССР по вопросам многосторонних отношений и безопасности Государственного департамента США.
С 1990 по 1993 год — заместитель советника по политическим вопросам посольства США в Лондоне
С 1993 по 1994 год — заместитель главного координатора по вопросам новых государств Госдепартамента США.
С 1994 по 1996 год — директор управления по вопросам Украины, России и Евразии в Совете национальной безопасности США.
С 1996 по 1997 год — специальный помощник Президента США и главного директора по Украине, России и Евразии в Совете национальной безопасности США.
С 8 января 1998 по 2000 год — Чрезвычайный и Полномочный Посол США в Киеве.
С 2000 по 2004 год — помощник заместителя, помощник госсекретаря США по Европе и Евразии.